# Cantonul Mareuil-sur-Lay-Dissais
Cantonul Mareuil-sur-Lay-Dissais este un canton din arondismentul La Roche-sur-Yon, departamentul Vendée, regiunea Pays de la Loire, Franța.

## Comune
- Bessay
- La Bretonnière-la-Claye
- Château-Guibert
- Corpe
- La Couture
- Mareuil-sur-Lay-Dissais (reședință)
- Moutiers-sur-le-Lay
- Péault
- Les Pineaux
- Rosnay
- Sainte-Pexine